# Snaekoll Gunnisson
Snaekoll Gunnisson (apodado cabeza blanca, 12 de diciembre de 1191–24 de junio de 1240) fue un caudillo hiberno-nórdico de las Orcadas que, según la saga Orkneyinga se enfrentó a Jon Haraldsson, reivindicando unas propiedades que a su parecer pertenecían a su familia. Snaekoll era bisnieto del jarl Ragnvald Kali Kolsson y sobrino de Harald Eiriksson. Su padre era Gunni Andresson (n. 1180), pero no se conoce mucho sobre su actividad en las islas. Gunni era nieto de Sweyn Asleifsson y estaba casado con Ragnhild, una hermana de Harald Maddadsson. Aunque al principio parecía que no había interés por compartir el poder en las Orcadas, los acontecimientos desembocaron en un conflicto que precisó de la intervención real y ambas partes fueron requeridas a viajar a Noruega en 1231, pero la nave del jarl y su séquito desaparece durante el trayecto de regreso. Todos los indicios apuntan que Snaekoll tuvo algo que ver con la desaparición del último jarl de las Orcadas, hasta entonces todos descendientes de Harald I de Noruega. Otra versión amplía lo sucedido y cita que Snaekoll y Hanef, senescal de la corona noruega, estaban hebrios bebiendo junto a otros seguidores en Thurso y llegó el rumor que Jon Haraldsson planeaba atacar aquella noche, por lo que decidieron adelantarse y acabaron con la presunta amenaza.

## Clan Gunn
Snaekoll se considera el primer referente del clan familiar de los Gunn y, parece ser, que estuvo muchos años viviendo en Bergen sirviendo a Haakon IV de Noruega y al jarl Skúli. No obstante hay posturas que dudan o niegan de dicha versión sobre el origen del clan escocés. La doctora Barbara Crawford afirma que, al margen de su responsabilidad en la muerte del jarl, la larga estancia en Noruega y la falta de evidencias sobre su presunto regreso a las Orcadas o Caithness, son aspectos en contra. Otras fuentes afirman que la última mención sobre Snaekoll Gunnisson fue en 1239 y que participó en la rebelión del jarl Skúli por lo que probablemente compartió el mismo destino que sus compañeros y por lo tanto se considera que fue el último descendiente de su estirpe.
Según la tradición, Snaekoll Gunnisson parece que consiguió el control de Caithness y es famoso por mandar construir el castillo de Gunn en Bruan, al sur de Wick, aunque el rey Haakon entregaría el gobierno de las Orcadas al mormaer de Caithness en 1236, tras cinco años sin un gobierno de jarl, abriendo otra etapa en la historia medieval del archipiélago. Según la leyenda uno de los caudillos del clan de Gunn casó con la hija del rey noruego, teniendo una primera esposa en el castillo, pero cuando se desplazó la princesa para reunirse con su marido en Caithness, el clan conspiró contra ella y condujo a su nave al naufragio, pereciendo todos los que iban a bordo. El rey noruego lanzó una expedición de castigo, destruyó el castillo como venganza a la afrenta, aniquilando al caudillo y a todo su hird.